# Opelika, Alabama
Opelika là một thành phố thuộc quận Lee, tiểu bang Alabama, Hoa Kỳ. Dân số năm 2009 là 27454 người, mật độ đạt 178 người/km².